# Robotická manipulace
Robotická manipulace je první díl čtvrté řady amerického televizního seriálu Teorie velkého třesku. V této epizodě hostují Carol Ann Susi a Vernee Watson. Režisérem epizody je Mark Cendrowski.

## Děj
Howard si „vypůjčí“ vlastní vynález robotické ruky a doma se s ní pokouší masturbovat. Penis mu však v ruce uvízne a Leonard s Rajem mu pomáhají s přesunem do nemocnice, kde mu pomůže místní sestřička. Mezitím Sheldon oznamuje Penny, že se se svou novou dívkou Amy rozhoduje k tomu pořídit si dítě (umělou cestou). Penny se ho snaží přemluvit, aby Amy nejdříve poznal trochu blíž, neboť s ní chodí teprve krátkou chvíli. Doprovází ho tedy na rande s Amy a nakonec ho přesvědčí i o tom, že pořizovat si dítě umělou cestou není ideální nápad (vzhledem k jeho hluboce věřící matce).

## Obsazení
| Johnny Galecki | Leonard Hofstadter |
| Jim Parsons    | Sheldon Cooper     |
| Kaley Cuoco    | Penny              |
| Simon Helberg  | Howard Wolowitz    |
| Kunal Nayyar   | Raj Koothrappali   |
| Mayim Bialik   | Amy Farrah Fowler  |
| Carol Ann Susi | Debbie Wolowitz    |
| Vernee Watson  | Althea             |